# گمینا دوبچتسه
گمینا دوبچتسه (به لهستانی:  Gmina Dobczyce) یک گمینا در لهستان است که در شهرستان مشلنگتسه واقع شده‌است. گمینا دوبچتسه ۶۶٫۶۳ کیلومتر مربع مساحت و ۱۳٬۹۴۱ نفر جمعیت دارد.